# Ramon de Guimerà i de Tamarit
Ramon de Guimerà i de Tamarit, seigneur de Ciutadilla, est devenu en 1640 plénipotentiaire de la Diputació General pour négocier une aide militaire avec le Royaume de France afin de faire face à la Castille.

## Biographie
Le 7 septembre 1640, associé à Francesc de Vilaplana, neveu de Pau Claris, il a signé le Pacte de Céret avec Bernard du Plessis-Besançon, délégué par le Cardinal Richelieu et représentant Louis XIII. Selon cet accord, la Catalogne devait recevoir l'aide militaire destinée à faire face à l'offensive castillane menée par Pedro Fajardo de Zúñiga y Requesens car le Comte-Duc d'Olivares avait décidé d'intervenir en Catalogne.

## Sources
- (ca) Cet article est partiellement ou en totalité issu de l’article de Wikipédia en catalan intitulé « Ramon de Guimerà i de Tamarit » (voir la liste des auteurs).